# Jannie Momberg
Jannie Momberg (* 27. Juli 1938 in Stellenbosch; † 7. Januar 2011 in Kapstadt) war ein südafrikanischer Winzer und Botschafter.

## Leben
Jannie Momberg war von  1969 bis 1989 Sportfunktionär von 1986 bis 1989 war er Cricket Funktionär.
Von 1989 bis 1992 Mitglied der Democratic Party (Südafrika).
Bis 1994 saß er für den Wahlkreis Simon’s Town im südafrikanischen Nationalversammlung.
1992 wurde er Mitglied des Afrikanischen Nationalkongresses, von  1994 bis 2001 war er im südafrikanischen Nationalversammlung, Whip des ANC.
Von 2002 bis 2006 war er Botschafter in Athen.